# Глухая альвеоло-палатальная аффриката
Глуха́я альвео́ло-палата́льная аффрика́та — согласный звук, существующий в некоторых языках. В Международном фонетическом алфавите записывается как ⟨t͡ɕ⟩ (ранее — ⟨ʨ⟩). Мягчайший в ряду шипящих аффрикат: /t͡ɕ/—/t͡ʃ/—/ʈ͡ʂ/.
Некоторые учёные используют для обозначения этого звука символ глухой пост-альвеолярной аффрикаты — /t͡ʃ/ или её палатализованный вариант — /t͡ʃʲ/ для обозначения /t͡ɕ/.
В русском языке этот звук передаётся на письме буквой ч.

## Свойства
Свойства глухой альвеоло-палатальной аффрикаты:
- Артикуляция — сибилянтная аффрикатная, то есть сначала воздушный поток полностью перекрывается, а затем направляется на спинке языка по месту артикуляции на резцы, и вызывает высокочастотное завихрение.
- Артикуляция — альвеопалатальная, то есть звук создаётся контактом с нёбом в зоне за альвеоляным бугром (линия десён), а средняя часть языка поднимается к твёрдому нёбу.
- Это ротовой согласный, то есть воздух выходит через рот.
- Это центральный согласный, то есть воздух проходит над центральной частью языка, а не по бокам.
- Механизм передачи воздуха — пульмонический, то есть во время артикуляции воздух выталкивается исключительно через лёгкие и диафрагму, а не из гортани, или изо рта.

## Примеры использования звука в языках
| Язык                 | Язык              | Слово            | МФА                       | Значение   | Примечания |
| -------------------- | ----------------- | ---------------- | ------------------------- | ---------- | --- |
| Каталанский          | Все диалекты      | fletxa           | [ˈfɫet͡ɕə]                 | 'стрелка'  | Смотри каталанскую фонологию. |
| Каталанский          | Валенсийский      | xec              | [ˈt͡ɕek]                   | 'проверка' | Смотри каталанскую фонологию. |
| Китайский            | Кантонский        | 豬/zyu¹          | МФА: [tɕyː˥]о файле       | 'свинья'   | Контрастирует с аспирированной формой. Аллофон /t͡s/, обычно перед передними верхними гласными /iː/, /ɪ/, /yː/. Смотри кантонскую фонологию.                                    |
| Китайский            | Севернокитайский  | 北京 / Běijīng   | МФА: [peɪ˨˩ t͡ɕiŋ˥]о файле | 'Пекин'    | Контраст с аспирированной формой. Некоторые носители произносят как палатализованную дентальную. В общем распределении с [t͡s], [k], и [ʈ͡ʂ]. Смотри севернокитайскую фонологию. |
| Датский              | Датский           | tjener           | [ˈt͡ɕe̝ːnɐ]                 | 'служить'  | Нормальная реализация ряда /tj/. Смотри датскую фонологию. |
| Японский             | Японский          | 知人/тидзин      | [t͡ɕid͡ʑĩɴ]                 | 'знакомый' | Смотри японскую фонологию. |
| Корейский            | Корейский         | 집/jip           | [t͡ɕip̚]                    | 'дом'      | Смотри корейскую фонологию. |
| Норвежский           | Норвежский        | tjern            | [t͡ɕæɳ]                    | 'пруд'     | Смотри норвежскую фонологию. |
| Польский             | Польский          | ćma              | МФА: [t͡ɕmä]о файле        | 'мотылёк'  | Смотри польскую фонологию. |
| Румынский            | Банатский диалект | frate            | [frat͡ɕe]                  | 'брат'     | Одна из самых отчётливых фонологических особенностей банатского диалекта. Соответствует /t/ в стандартном румынском языке. Смотри румынскую фонологию.                         |
| Русский              | Русский           | чуть             | [t͡ɕʉtʲ]                   | 'чуть'     | Смотри русскую фонологию. |
| Суми                 | Суми              | akichi           | [à̠kìt͡ɕì]                  | 'рот'      | Возможны аллофоны /t͡ʃ/ перед /i, e/; может быть реализован как /t͡ʃ/ вместо этого.                                                                                              |
| Сербохорватский      | Сербохорватский   | Ловћен / Lovćen  | [ɫǒ̞ʋt͡ɕe̞n]                 | 'Ловчен'   | Объединяется с /t͡ʃ/ в большинстве хорватских и некоторых боснийских акцентах. Смотри сербохорватскую фонологию.                                                                |
| Лужицкие             | Нижнелужицкий     | šćit             | [ɕt͡ɕit̪]                   | 'защита'   | |
| Шведский             | Финляндия         | kjol             | [t͡ɕuːl]                   | 'юбка'     | Смотри шведскую фонологию. |
| Тайский              | Тайский           | จาน              | [t͡ɕaːn]                   | 'блюдо'    | Контрастирует с придыхательной формой. |
| Чувашский            | Чувашский         | чипер            | [t͡ɕi'p̬ɛr]                 | 'милый'    | |
| Узбекский            | Узбекский         | требуется пример |                           |            | |
| Вьетнамский          | Вьетнамский       | cha              | [t͡ɕa]                     | 'отец'     | Смотри вьетнамскую фонологию. |
| Ксуми/Шиксинг (язык) | Нижнексумский     | [Ht͡ɕɐ]           | [Ht͡ɕɐ]                    | 'звезда'   | |
| Ксуми/Шиксинг (язык) | Верхнексумский    | [Ht͡ɕɜ]           | [Ht͡ɕɜ]                    | 'звезда'   | |
| Носу / И             | Носу / И          | ꏢ/ji            | [t͡ɕi˧]                    | 'кислый'   | Контрастирует с придыхательными и непридыхательными формами. |